# Al Jafilia
 Al Jafilia o Al Jafiliya, anche scritto Jafilia, è un quartiere di Dubai, si trova nel settore occidentale di Dubai nella zona di Bur Dubai.